# Manuel Angelón
Manuel Angelón y Broquetas (Lérida, 1831-Barcelona, 1889) fue un escritor español.

## Biografía
Nacido en Lérida en 1831, siguió en Barcelona la carrera de derecho, que no ejerció por dedicarse en exclusiva al cultivo de la literatura. Fue autor de un gran número de comedias y novelas. Angelón, que formó parte de la redacción del periódico El Ancora (1850), fue director de La Gaceta del Comercio (1860), La Flaca (1868) y La Ilustración Artística, publicada por la casa editorial de Montaner y Simón.
Fue presidente del Ateneo barcelonés, mantenedor de los juegos florales, secretario de las sociedades Fomento del Ensanche y Ferrocarril y minas de San Juan de las Abadesas y Catalana General de Crédito. Por real orden de 6 de agosto de 1862 se le concedió la encomienda de número de la orden de Isabel la Católica. Entre sus obras se encontró una Crónica de la provincia de Barcelona (1870), parte de la Crónica general de España de Cayetano Rosell. Falleció el 7 de mayo de 1889 en Barcelona.
Fue padre de Manuel María Angelón y Coll.